# Клевер, Эдит
Эдит Клевер (нем. Edith Clever, 13 декабря 1940, Вупперталь) — выдающаяся немецкая актриса театра и кино, театральный режиссёр.

## Биография
Закончила театральную школу Отто Фалькенберга в Мюнхене. Играла в Касселе, Бремене, Мюнхене, Цюрихе. В 1971—1989 – ведущая актриса берлинского театра Шаубюне , исполняла главные роли в постановках Клауса Михаэля Грюбера, Петера Штайна, Люка Бонди. В кино играла у Эрика Ромера, Ханса-Юргена Зиберберга и др.

## Театральная режиссура
Как режиссёр поставила драмы Гёте (Стелла, 1992),  Еврипида (Медея, 1996), Бото Штрауса (Jeffers - Akt I. und II, 1998), Беккета (Счастливые дни, 2002).

## Роли в кино
- 1966: Die Unberatenen (Петер Цадек, по роману Томаса Валентина)
- 1968: Мера за меру (Петер Цадек, драма Шекспира)
- 1968: В чаще городов (Петер Штайн, драма Брехта)
- 1969: Торквато Тассо (Петер Штайн, драма Гёте)
- 1971: Мать (Петер Штайн и др., драма Брехта по роману М.Горького)
- 1971: Пер Гюнт (Петер Штайн, драма Генрика Ибсена)
- 1974: Вакханки (Клаус Михаэль Грюбер, трагедия Еврипида)
- 1976: Дачники (Петер Штайн, драма Горького в обработке Бото Штрауса)
- 1976: Маркиза фон О  (Эрик Ромер)
- 1978: Die linkshändige Frau (Петер Хандке)
- 1979: Подросток / L'Adolescente (Жанна Моро)
- 1979: Trilogie des Wiedersehens (Петер Штайн)
- 1980: Groß und Klein (Петер Штайн)
- 1982: Парсифаль (Ханс-Юрген Зиберберг)
- 1985: Die Nacht (Ханс-Юрген Зиберберг)
- 1985: Edith Clever liest Joyce (Ханс-Юрген Зиберберг)
- 1986: Три сестры (Петер Штайн, драма Чехова)
- 1987: Пентесилея (Ханс-Юрген Зиберберг, драма Клейста)
- 1987: Fräulein Else (Ханс-Юрген Зиберберг)
- 1990: Die Marquise von O. 'vom Süden in den Norden verlegt' (Ханс-Юрген Зиберберг)
- 1994: Ein Traum, was sonst (Ханс-Юрген Зиберберг)
- 2008: Служанки (Андреас Морелл, драма Жана Жене)

## Признание
Немецкая театральная премия (1977), Баварская кинопремия (1982), театральная премия Иоганна Нестроя (2006) и др.